# Jorge Castañeda y Álvarez de la Rosa

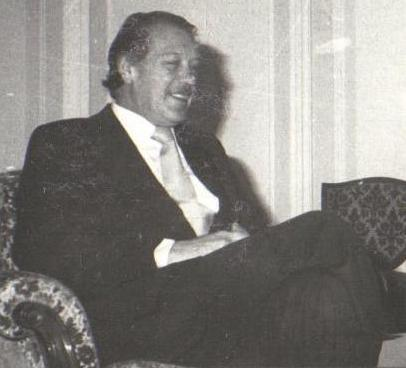
Jorge Castañeda y Álvarez de la Rosa

Jorge Castañeda y Álvarez de la Rosa (* 1. Oktober 1921 in Mexiko-Stadt; † 1997 ebenda) war ein mexikanischer Außenminister.

## Leben
Sein Sohn ist Jorge Castañeda Gutman. Jorge Castañeda y Álvarez de la Rosa studierte an der Universidad Nacional Autónoma de México Rechtswissenschaft. War dort wie am Colegio de Mexico und der Escuela Libre de Derecho Professor. Im Kabinett von José López Portillo war er von 1979 bis 1982 Außenminister.
| Vorgänger                 | Amt                                                                                               | Nachfolger                |
| ------------------------- | ------------------------------------------------------------------------------------------------- | ------------------------- |
| Luis Padilla Nervo        | Vertreter der mexikanischen Regierung bei den Vereinten Nationen 18. April 1961 bis 31. Juli 1962 | Francisco Cuevas Cancino  |
| Alejandro Carrillo Marcor | mexikanischer Botschafter in Kairo 19. September 1962 bis 10. Mai 1965                            | Eduardo Espinosa y Prieto |
| Alejandro Carrillo Marcor | mexikanischer Botschafter in Riad 24. Oktober 1964 bis 10. Mai 1965                               | Eduardo Espinosa y Prieto |
| —                         | mexikanischer Botschafter in Algier 7. April 1965 bis 24. April 1968                              | José Sánchez Gavito       |

| Vorgänger                 | Amt                                                                   | Nachfolger              |
| ------------------------- | --------------------------------------------------------------------- | ----------------------- |
| Santiago Roel             | mexikanischer Außenminister 1979 bis 1982                             | Bernardo Sepúlveda Amor |
| Horacio Flores de la Peña | mexikanischer Botschafter in Paris 16. März 1983 bis 21. Februar 1989 | Manuel Tello Macías     |